# VŠK Valjevo
VŠK Valjevo – serbski klub szachowy z Valjeva, dwukrotny mistrz kraju. Od 2007 roku funkcjonuje pod nazwą VŠK Sveti Nikolaj Srpski.

## Historia
Klub został założony w 1948 roku pod nazwą VŠK Valjevo. W latach 1953–1956 występował w pierwszej lidze serbskiej. W 2006 roku klub powrócił do Prvej ligi Srbije. W 2007 roku klub uzyskał wicemistrzostwo kraju. Rok później zespół zajął trzecie miejsce w lidze. W 2009 roku klub został mistrzem Serbii. Skład drużyny stanowili wówczas Ivan Sokolov, Ivan Ivanišević, Branko Damljanović, Mihajlo Stojanović, Dejan Pikula, Aleksa Striković, Borko Lajthajm i Goran M. Todorović. W 2010 roku zespół zajął czwartą pozycję. W 2012 roku klub ponownie był czwarty, a rok później spadł z ligi.
W 2016 roku VŠK Sveti Nikolaj Srpski powrócił do pierwszej ligi i zdobył mistrzostwo kraju. W kadrze zespołu znajdowali się wówczas Ivan Ivanišević, Robert Markuš, Miloš Perunović, Branko Damljanović, Danilo Milanović i Milan Božić. Również w 2016 roku zespół wystąpił w Pucharze Europy. Na turniej pozyskano takich zawodników, jak Şəhriyar Məmmədyarov, Richárd Rapport i Aleksandr Moroziewicz. W turnieju serbski zespół wygrał pięć meczów (z Perfectem, Ładją Kazań, Obiettivo Risarcimento Padova, Gambitem Skopje i 1. Novoborským ŠK), a przegrał dwa (z Miednym Wsadnikiem Petersburg i Odlarem Yurdu). Te wyniki umożliwiły klubowi zajęcie dziewiątego miejsca w pucharze. W 2018 roku klub zajął w kraju dziesiąte miejsce i spadł z ligi.

## Arcymistrzowie w historii klubu
| - Boško Abramović - Goran Čabrilo - Branko Damljanović - Viorel Iordăchescu - Ivan Ivanišević - Vladimir G. Kostić - Jurij Kuzubow - Borko Lajthajm - Constantin Lupulescu - Robert Markuš - Şəhriyar Məmmədyarov - Danilo Milanović | - Aleksandr Moroziewicz - Miloš Perunović - Dejan Pikula - Richárd Rapport - Maxim Rodshtein - Michael Roiz - Ivan Sokolov - Mihajlo Stojanović - Aleksa Striković - Goran M. Todorović - Dragoljub Velimirović |